# Ruine Alt-Wädenswil
Die Alt-Wädenswil ist die Ruine einer Höhenburg auf einem Hügel westlich der Bahnstation Burghalden der Schweizerischen Südostbahn auf dem Gebiet der Gemeinde Richterswil im Kanton Zürich.

## Geschichte
In einem Stiftungsbrief des Klosters Fahr wurden die Freiherren von Wädenswil (Wadinswilere) im Jahr 1130 zum ersten Mal urkundlich erwähnt. Ihren Wohnsitz, die Burg Alt-Wädenswil, errichteten die Freiherren im 13. Jahrhundert. Die Burg wurde 1265 erstmals schriftlich erwähnt. Der vor 1200 errichtete Freiherrenturm ist der älteste Bauteil der Burg. Seine äusseren Mauerschalen sind aus mächtigen Findlingen gefügt. 1287 verkaufte der letzte Freiherr Rudolf III. mangels Nachkommen die Herrschaft Wädenswil – heutige Gemeinden Wädenswil, Richterswil und Uetikon am See – an das Johanniterhaus Bubikon. Wädenswil wurde eine Kommende der Johanniter. Das Johanniterhaus entstand im 14. Jahrhundert als Ordensburg mit einem neuen Graben. Die dreizehn Räume mit Dormitorium, Refektorium, Konvent, einer Pilgerherberge und einer Kapelle dienten vor allem der Komturverwaltung. Im 15. Jahrhundert wurde das gesamte Burggelände mit einer turmbewehrten Zwingermauer umgeben.
Nach der Reformation verkauften die Johanniter 1549 die Herrschaft Wädenswil mit allen Rechten an die Stadt Zürich. Wädenswil wurde eine Landvogtei. Für den Landvogt wurde 1550 bis 1555 das Schloss Wädenswil erbaut. Die Burg musste nach einem Tagsatzungsbeschluss 1557 geschleift, d. h. durch Teilabriss unbrauchbar gemacht, werden, weil sich Schwyz vom vergrösserten Stadtstaat Zürich bedroht fühlte.
Die Ruine diente in den folgenden Jahrhunderten als Steinbruch. Besonderen Schaden nahm die Burg in den 1870er Jahren, als Teile der Burg gesprengt wurden, um Material für den Bau der Bahnlinie Wädenswil–Einsiedeln zu gewinnen.
1900 erwarb ein Initiativkomitee das Burggelände und gründete 1902 die Stiftung zur Erhaltung der Burg Alt-Wädenswil. 1901 bis 1904 erfolgten die ersten Freilegungsarbeiten, von 1938 bis 1941 und 1983 weitere Grabungskampagnen.

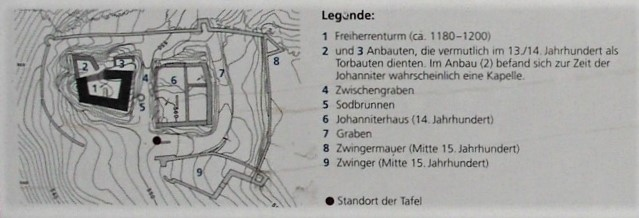
Grundrissplan mit Darstellung der baulichen Entwicklung der Burg

## Bilder

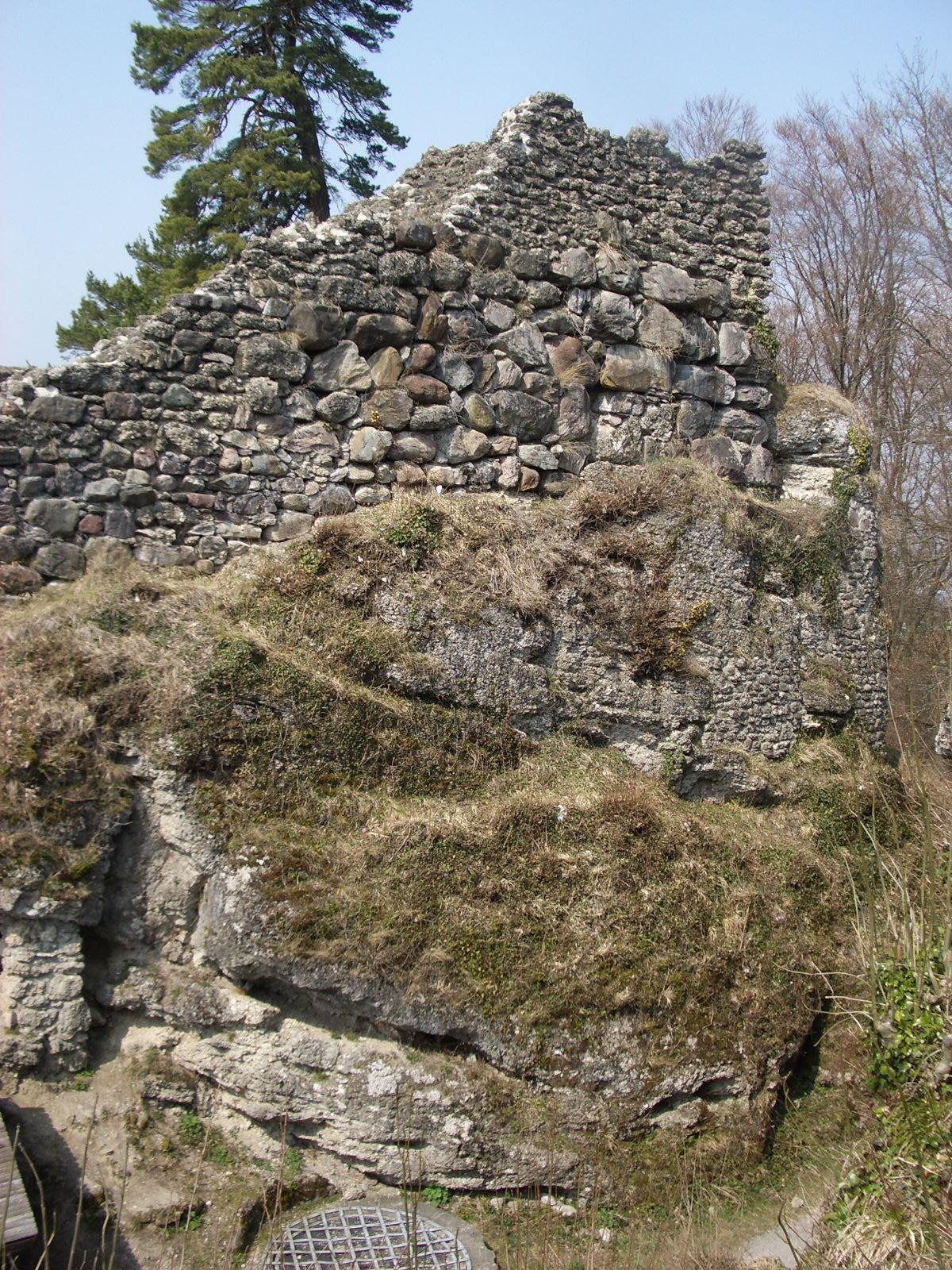
Freiherrenturm mit Sodbrunnen, vor 1200
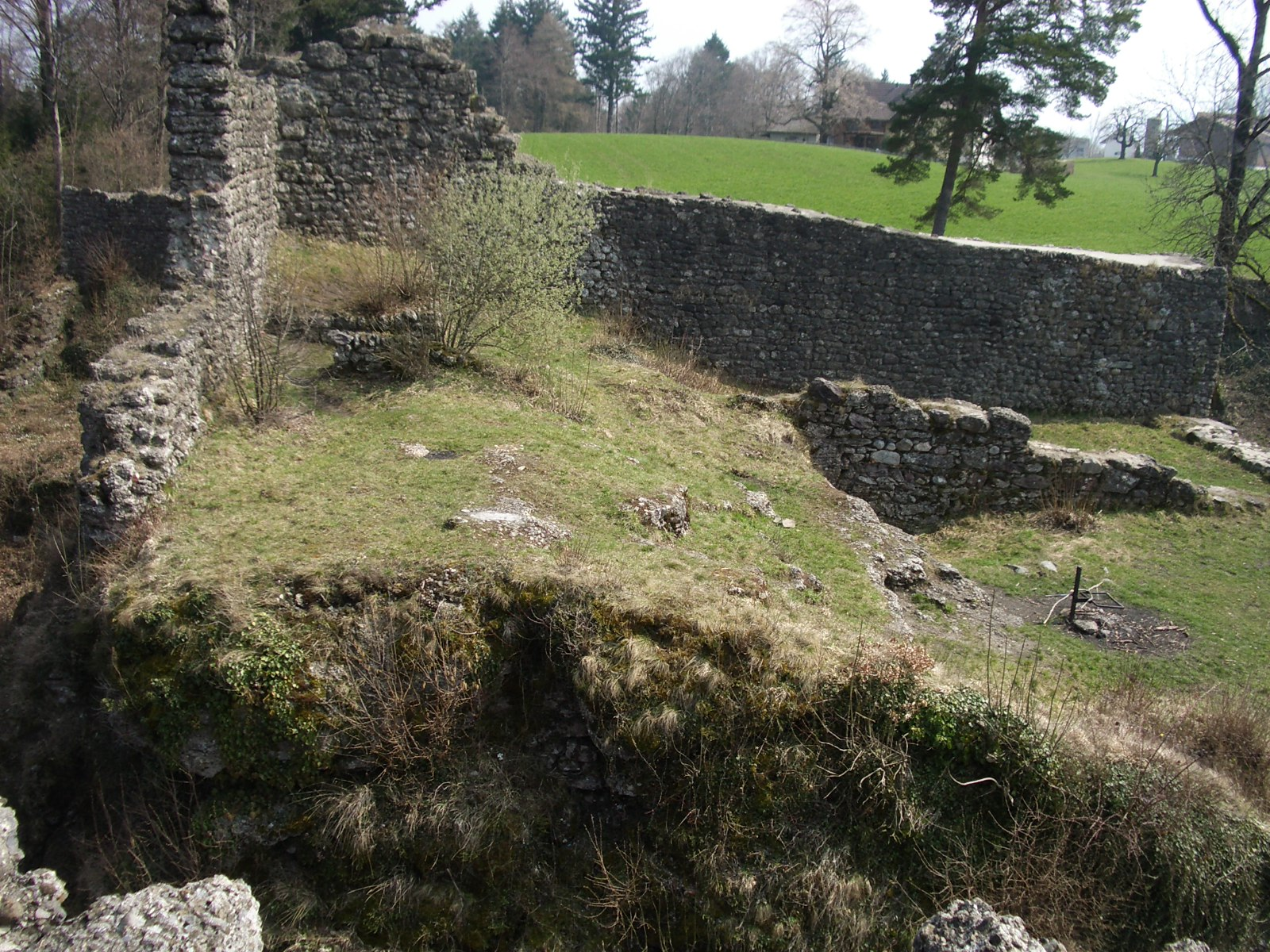
Johanniterhaus 14. Jh.
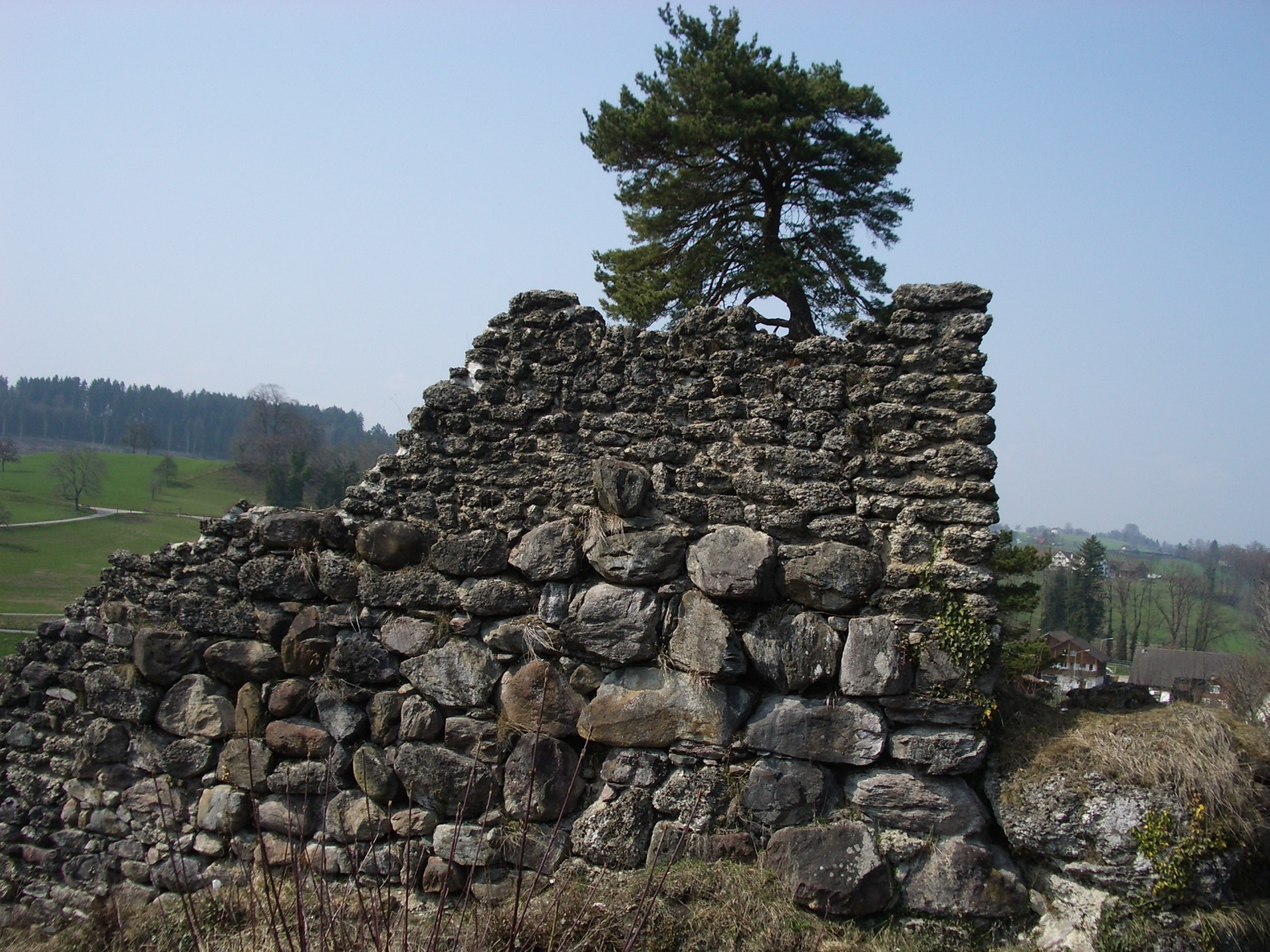
Freiherrenturm mit Findlingen
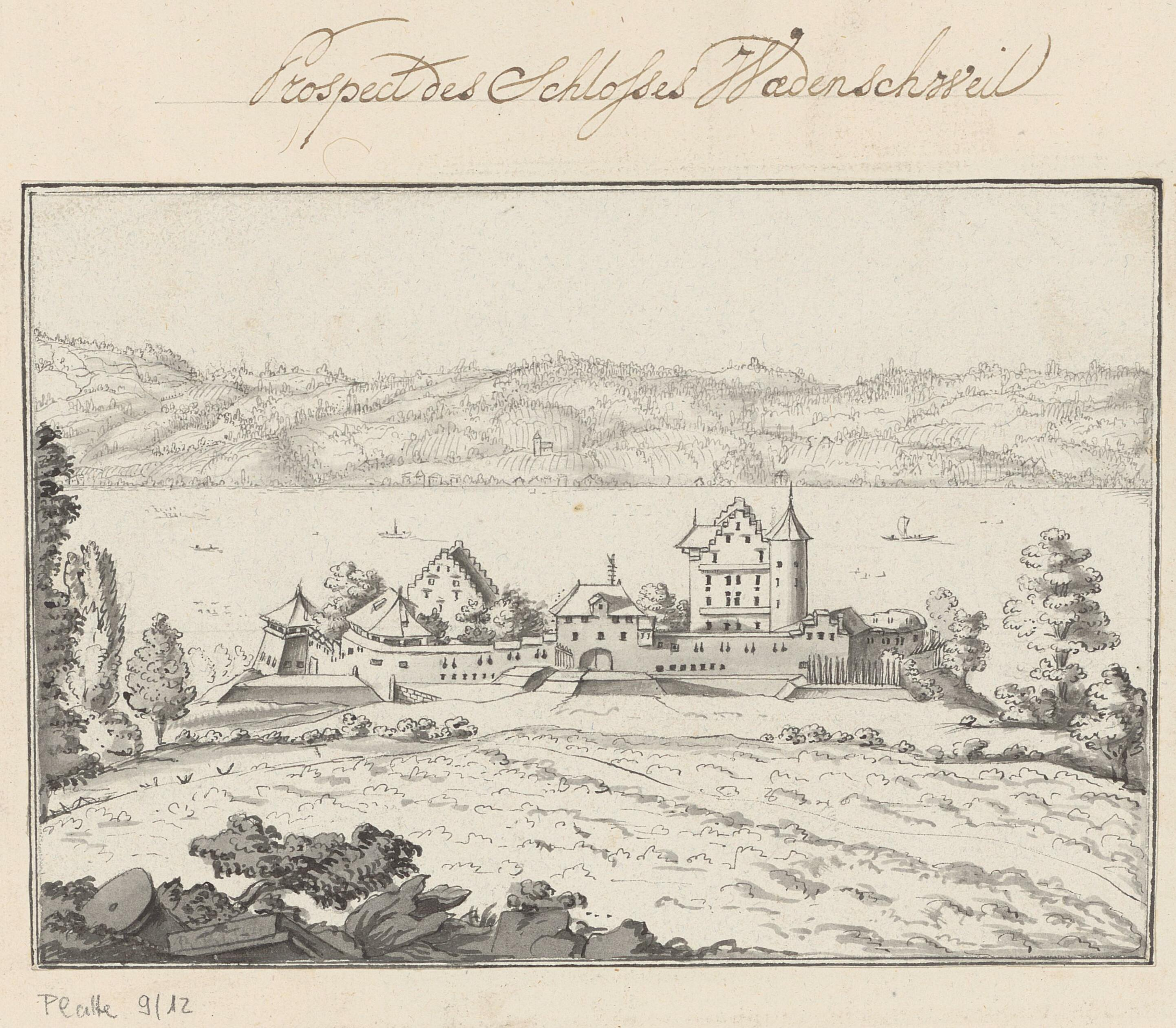
Prospect des Schlosses Waedenschweil – 18. Jahrhundert
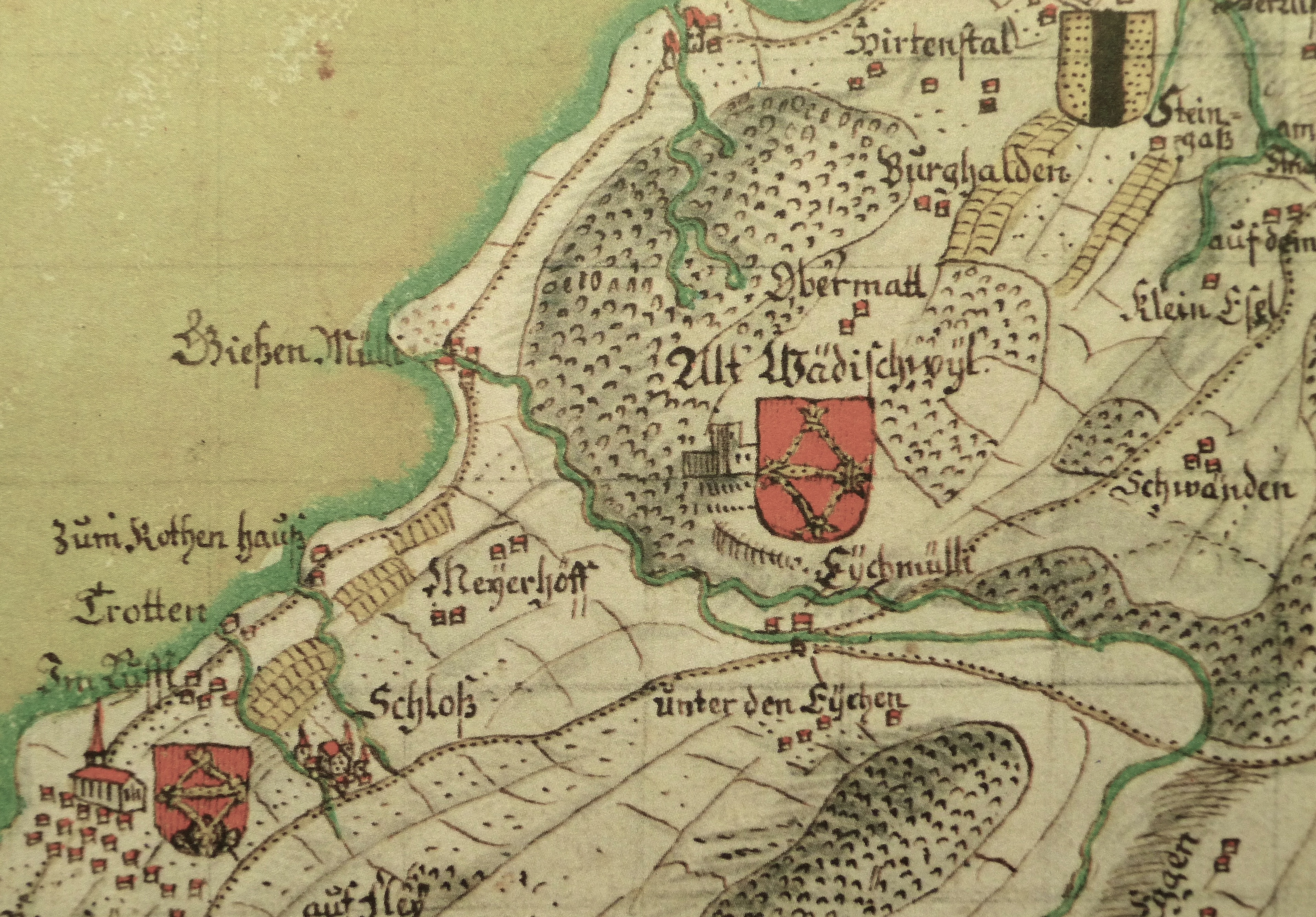
Alt-Wädenswil auf der Gygerkarte von 1667
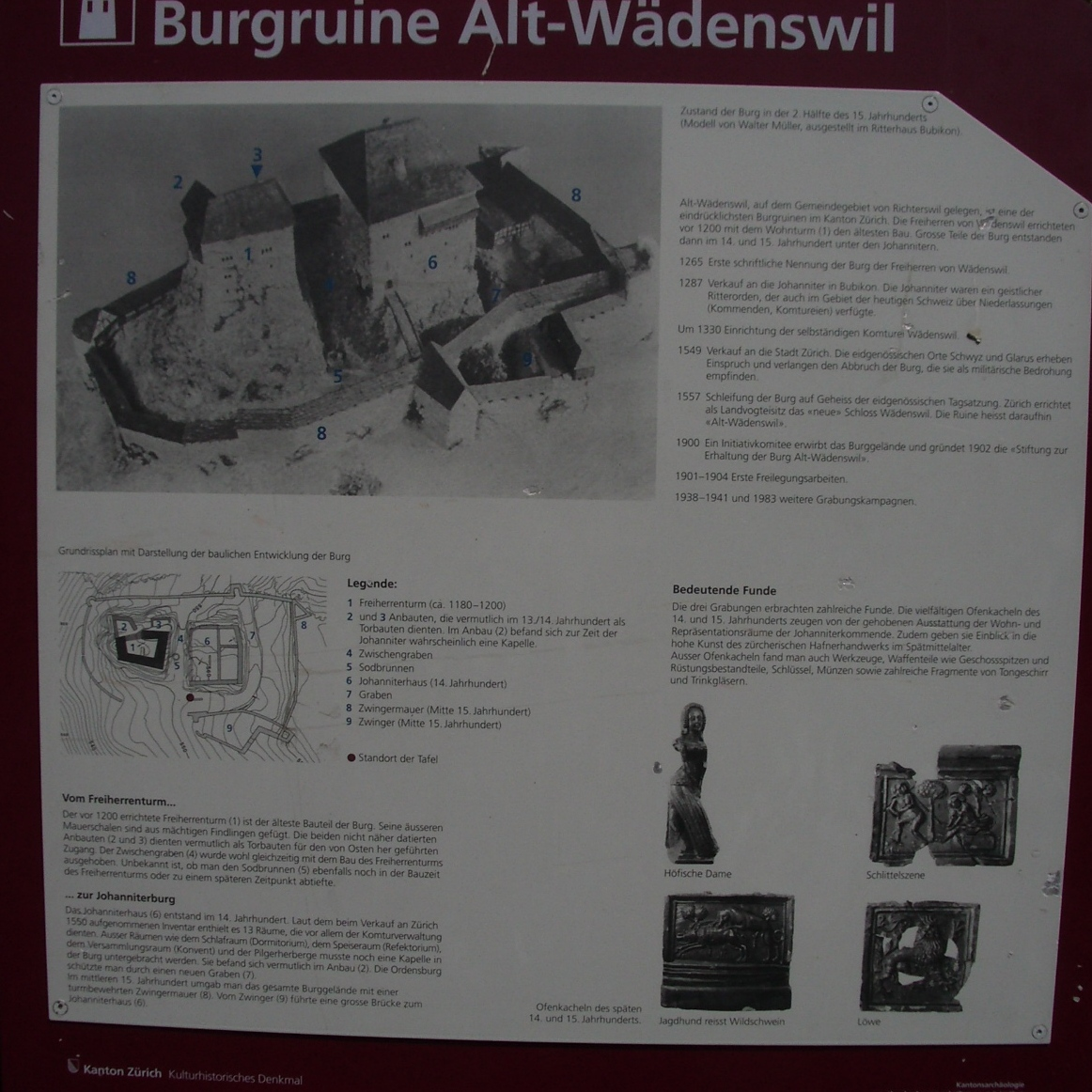
Örtliche Informationstafel zur Geschichte der Ruine
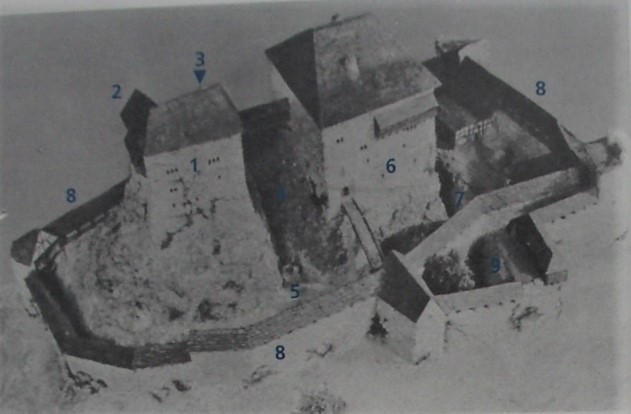
minider Burg in der 2. Hälfte des 15. Jahrhunderts